# 霍斯特巴赫河
51°4′4.51″N 7°39′11.77″E / 51.0679194°N 7.6532694°E
霍斯特巴赫河（德語：Hostbach），是德國的河流，位於該國西部，處於北萊茵-威斯特法倫州，屬於阿格河的左支流，流經邁訥茨哈根和古默斯巴赫接壤的邊界，河道全長3.6公里。